# Sechsäugige Sandspinnen
|  | Dieser Artikel wurde aufgrund von formalen oder inhaltlichen Mängeln in der Qualitätssicherung Biologie zur Verbesserung eingetragen. Dies geschieht, um die Qualität der Biologie-Artikel auf ein akzeptables Niveau zu bringen. Bitte hilf mit, diesen Artikel zu verbessern! Artikel, die nicht signifikant verbessert werden, können gegebenenfalls gelöscht werden. Lies dazu auch die näheren Informationen in den Mindestanforderungen an Biologie-Artikel. |

Die Sechsäugigen Sandspinnen (Sicariidae, Syn.: Loxoscelidae) sind eine Familie der Echten Webspinnen und umfassen drei Gattungen mit 163 Arten. (Stand: Juli 2018)
Die Familie wurde und wird auch heute noch teilweise als Loxoscelidae bezeichnet. Der deutsche Arachnologe Jörg Wunderlich führte die beiden Gattungen Loxosceles und Sicarius getrennt voneinander als monogenerische Familien. Aktuell werden die Loxoscelidae im World Spider Catalog als Synonym der Sicariidae geführt.

## Beschreibung

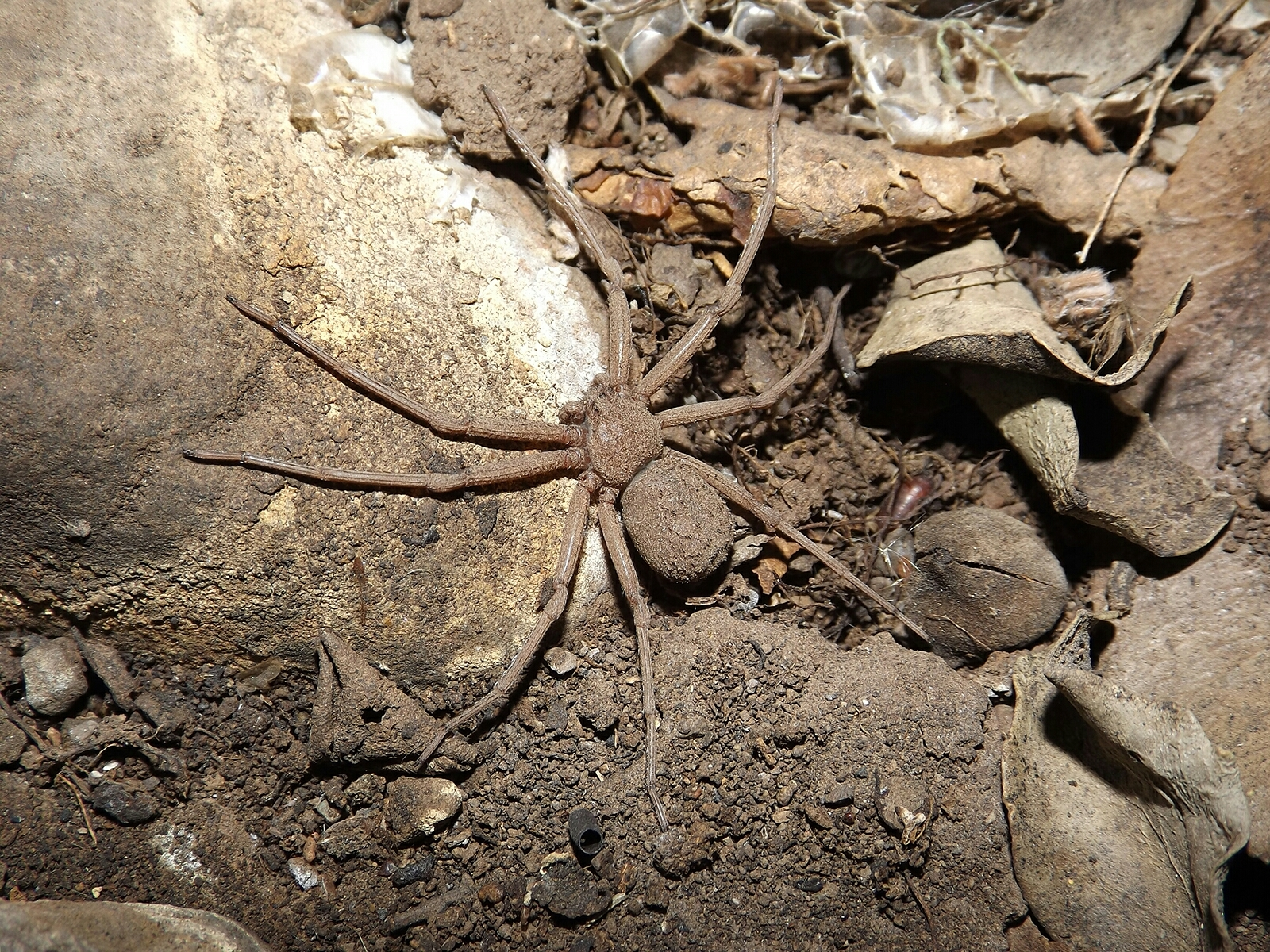
Sicarius thomisoides

Alle Arten der Familie haben sechs Augen in zwei Reihen. Die Arten der Gattung Loxosceles sind meist bräunlich gefärbt und weisen eine violinenartige Zeichnung auf dem Prosoma auf, wohingegen die Sicarius-Arten eine gräuliche Körperfarbe aufweisen und die Zeichnung auf dem Prosoma fehlt. Sicarius-Arten sind dafür bekannt, dass sie sich für die Lauerjagd im sandigen Boden selbst eingraben. Einige Sicarius-Arten können sehr alt werden; die Weibchen erreichen, ähnlich wie bei Vogelspinnen (Theraphosidae), nicht selten ein Alter von über 10 bis 15 Jahren. Die Loxosceles-Arten erreichen ein Alter von 1,5 bis 2 Jahren. Bisse vieler Loxosceles-Arten, insbesondere der Chilenischen Winkelspinne (Loxosceles laeta) und der eng verwandten nordamerikanischen Braunen Einsiedlerspinne (Loxosceles reclusa) sind für den Menschen gefährlich. Im Mittelmeerraum ist die Braune Violinspinne (Loxosceles rufescens) heimisch, deren Bisse ebenfalls Gesundheitsschäden verursachen können.

## Verbreitung
Sicarius-Arten sind in Südamerika, Süd- und Westafrika sowie auf den Galapagos-Inseln (Sicarius utriformis) verbreitet. Ihr Verbreitungsschwerpunkt auf der Südhemisphäre spricht für eine typische Gondwana-Verbreitung.
Die Arten der Gattung Loxosceles sind in ganz Amerika und Afrika verbreitet, nur wenige Arten sind in der Holarktis verbreitet. Laut der Arachnologischen Gesellschaft wurde der Kosmopolit Loxosceles rufescens (Braune Violinspinne) in den Niederlanden bislang in Gewächshäusern und ähnlichem gefunden, aber ansonsten noch nicht in Mittel- und Nordeuropa nachgewiesen.

## Systematik
Der World Spider Catalog listet für die Sechsäugigen Sandspinnen aktuell drei Gattungen und 163 Arten. (Stand: Juli 2017)
- Hexophthalma Karsch, 1879
  - Hexophthalma albospinosa (Purcell, 1908)
  - Hexophthalma binfordae Lotz, 2018
  - Hexophthalma damarensis (Lawrence, 1928)
  - Hexophthalma dolichocephala (Lawrence, 1928)
  - Hexophthalma goanikontesensis Lotz, 2018
  - Hexophthalma hahni (Karsch, 1878)
  - Hexophthalma leroyi Lotz, 2018
  - Hexophthalma spatulata (Pocock, 1900)

- Loxosceles Heineken & Lowe, 1832
  - Loxosceles accepta Chamberlin, 1920
  - Loxosceles adelaida Gertsch, 1967
  - Loxosceles alamosa Gertsch & Ennik, 1983
  - Loxosceles alicea Gertsch, 1967
  - Loxosceles amazonica Gertsch, 1967
  - Loxosceles anomala (Mello-Leitão, 1917)
  - Loxosceles apachea Gertsch & Ennik, 1983
  - Loxosceles aphrasta Wang, 1994
  - Loxosceles aranea Gertsch, 1973
  - Loxosceles arizonica Gertsch & Mulaik, 1940
  - Loxosceles aurea Gertsch, 1973
  - Loxosceles baja Gertsch & Ennik, 1983
  - Loxosceles barbara Gertsch & Ennik, 1983
  - Loxosceles belli Gertsch, 1973
  - Loxosceles bentejui Planas & Ribera, 2015
  - Loxosceles bergeri Strand, 1906
  - Loxosceles bettyae Gertsch, 1967
  - Loxosceles blancasi Gertsch, 1967
  - Loxosceles blanda Gertsch & Ennik, 1983
  - Loxosceles boneti Gertsch, 1958
  - Loxosceles candela Gertsch & Ennik, 1983
  - Loxosceles carabobensis González-Sponga, 2010
  - Loxosceles caribbaea Gertsch, 1958
  - Loxosceles carmena Gertsch & Ennik, 1983
  - Loxosceles cederbergensis Lotz, 2017
  - Loxosceles chapadensis Bertani, Fukushima & Nagahama, 2010
  - Loxosceles chinateca Gertsch & Ennik, 1983
  - Loxosceles colima Gertsch, 1958
  - Loxosceles conococha Gertsch, 1967
  - Loxosceles coquimbo Gertsch, 1967
  - Loxosceles corozalensis González-Sponga, 2010
  - Loxosceles coyote Gertsch & Ennik, 1983
  - Loxosceles cubana Gertsch, 1958
  - Loxosceles cubiroensis González-Sponga, 2010
  - Loxosceles curimaguensis González-Sponga, 2010
  - Loxosceles dejagerae Lotz, 2017
  - Loxosceles deserta Gertsch, 1973
  - Loxosceles devia Gertsch & Mulaik, 1940
  - Loxosceles diaguita Brescovit, Taucare-Ríos, Magalhães & Santos, 2017
  - Loxosceles fontainei Millot, 1941
  - Loxosceles foutadjalloni Millot, 1941
  - Loxosceles francisca Gertsch & Ennik, 1983
  - Loxosceles frizzelli Gertsch, 1967
  - Loxosceles gaucho Gertsch, 1967
  - Loxosceles gloria Gertsch, 1967
  - Loxosceles griffinae Lotz, 2017
  - Loxosceles guajira Cala-Riquelme, Gutiérrez-Estrada & Flórez, 2015
  - Loxosceles guatemala Gertsch, 1973
  - Loxosceles guayota Planas & Ribera, 2015
  - Loxosceles haddadi Lotz, 2017
  - Loxosceles harrietae Gertsch, 1967
  - Loxosceles herreri Gertsch, 1967
  - Loxosceles hirsuta Mello-Leitão, 1931
  - Loxosceles huasteca Gertsch & Ennik, 1983
  - Loxosceles hupalupa Planas & Ribera, 2015
  - Loxosceles immodesta (Mello-Leitão, 1917)
  - Loxosceles inca Gertsch, 1967
  - Loxosceles insula Gertsch & Ennik, 1983
  - Loxosceles intermedia Mello-Leitão, 1934
  - Loxosceles irishi Lotz, 2017
  - Loxosceles jaca Gertsch & Ennik, 1983
  - Loxosceles jamaica Gertsch & Ennik, 1983
  - Loxosceles jarmila Gertsch & Ennik, 1983
  - Loxosceles julia Gertsch, 1967
  - Loxosceles kaiba Gertsch & Ennik, 1983
  - Loxosceles lacroixi Millot, 1941
  - Loxosceles lacta Wang, 1994
  - Loxosceles laeta (Nicolet, 1849)
  - Loxosceles lawrencei Caporiacco, 1955
  - Loxosceles lutea Keyserling, 1877
  - Loxosceles luteola Gertsch, 1973
  - Loxosceles mahan Planas & Ribera, 2015
  - Loxosceles maisi Sánchez-Ruiz & Brescovit, 2013
  - Loxosceles makapanensis Lotz, 2017
  - Loxosceles manuela Gertsch & Ennik, 1983
  - Loxosceles maraisi Lotz, 2017
  - Loxosceles martha Gertsch & Ennik, 1983
  - Loxosceles meruensis Tullgren, 1910
  - Loxosceles misteca Gertsch, 1958
  - Loxosceles mogote Sánchez-Ruiz & Brescovit, 2013
  - Loxosceles mrazig Ribera & Planas, 2009
  - Loxosceles mulege Gertsch & Ennik, 1983
  - Loxosceles muriciensis Fukushima, de Andrade & Bertani, 2017
  - Loxosceles nahuana Gertsch, 1958
  - Loxosceles neuvillei Simon, 1909
  - Loxosceles niedeguidonae de Andrade, Bertani, Nagahama & Barbosa, 2012
  - Loxosceles olivaresi González-Sponga, 2010
  - Loxosceles olmea Gertsch, 1967
  - Loxosceles pallalla Brescovit, Taucare-Ríos, Magalhães & Santos, 2017
  - Loxosceles pallidecolorata (Strand, 1906)
  - Loxosceles palma Gertsch & Ennik, 1983
  - Loxosceles panama Gertsch, 1958
  - Loxosceles parramae Newlands, 1981
  - Loxosceles persica Ribera & Zamani, 2017
  - Loxosceles pilosa Purcell, 1908
  - Loxosceles piura Gertsch, 1967
  - Loxosceles pucara Gertsch, 1967
  - Loxosceles puortoi Martins, Knysak & Bertani, 2002
  - Loxosceles reclusa Gertsch & Mulaik, 1940
  - Loxosceles rica Gertsch & Ennik, 1983
  - Loxosceles rosana Gertsch, 1967
  - Loxosceles rothi Gertsch & Ennik, 1983
  - Loxosceles rufescens (Dufour, 1820)
  - Loxosceles rufipes (Lucas, 1834)
  - Loxosceles russelli Gertsch & Ennik, 1983
  - Loxosceles sabina Gertsch & Ennik, 1983
  - Loxosceles sansebastianensis González-Sponga, 2010
  - Loxosceles seri Gertsch & Ennik, 1983
  - Loxosceles similis Moenkhaus, 1898
  - Loxosceles simillima Lawrence, 1927
  - Loxosceles smithi Simon, 1897
  - Loxosceles sonora Gertsch & Ennik, 1983
  - Loxosceles spadicea Simon, 1907
  - Loxosceles speluncarum Simon, 1893
  - Loxosceles spinulosa Purcell, 1904
  - Loxosceles surca Gertsch, 1967
  - Loxosceles taeniopalpis Simon, 1907
  - Loxosceles taino Gertsch & Ennik, 1983
  - Loxosceles tazarte Planas & Ribera, 2015
  - Loxosceles tehuana Gertsch, 1958
  - Loxosceles tenango Gertsch, 1973
  - Loxosceles teresa Gertsch & Ennik, 1983
  - Loxosceles tibicena Planas & Ribera, 2015
  - Loxosceles tlacolula Gertsch & Ennik, 1983
  - Loxosceles troglobia Souza & Ferreira, 2018
  - Loxosceles valdosa Gertsch, 1973
  - Loxosceles vallenar Brescovit, Taucare-Ríos, Magalhães & Santos, 2017
  - Loxosceles variegata Simon, 1897
  - Loxosceles virgo Gertsch & Ennik, 1983
  - Loxosceles vonwredei Newlands, 1980
  - Loxosceles weyrauchi Gertsch, 1967
  - Loxosceles willianilsoni Fukushima, de Andrade & Bertani, 2017
  - Loxosceles yucatana Chamberlin & Ivie, 1938
  - Loxosceles zapoteca Gertsch, 1958

- Sicarius Walkenaer, 1847
  - Sicarius andinus Magalhães, Brescovit & Santos, 2017
  - Sicarius boliviensis Magalhães, Brescovit & Santos, 2017
  - Sicarius cariri Magalhães, Brescovit & Santos, 2013
  - Sicarius crustosus (Nicolet, 1849)
  - Sicarius diadorim Magalhães, Brescovit & Santos, 2013
  - Sicarius fumosus (Nicolet, 1849)
  - Sicarius gracilis (Keyserling, 1880)
  - Sicarius jequitinhonha Magalhães, Brescovit & Santos, 2017
  - Sicarius lanuginosus (Nicolet, 1849)
  - Sicarius levii Magalhães, Brescovit & Santos, 2017
  - Sicarius mapuche Magalhães, Brescovit & Santos, 2017
  - Sicarius ornatus Magalhães, Brescovit & Santos, 2013
  - Sicarius peruensis (Keyserling, 1880)
  - Sicarius rugosus (F. O. Pickard-Cambridge, 1899)
  - Sicarius rupestris (Holmberg, 1881)
  - Sicarius saci Magalhães, Brescovit & Santos, 2017
  - Sicarius thomisoides Walckenaer, 1847
  - Sicarius tropicus (Mello-Leitão, 1936)
  - Sicarius utriformis (Butler, 1877)
  - Sicarius vallenato Cala-Riquelme, Gutiérrez-Estrada, Flórez-Daza & Agnarsson, 2017
  - Sicarius yurensis Strand, 1908